# San Luis Jilotepeque
San Luis Jilotepeque è un comune del Guatemala facente parte del dipartimento di Jalapa.
L'abitato ha origini precolombiane e, pur facente parte del territorio colonizzato dagli spagnoli, non ebbe per lungo tempo abitanti ispanici: ancora nel 1769, infatti, l'arcivescovo Cortes y Larraz, nella sua Descripción geográfica y moral de la diócesis de Guatemala, parla del luogo come interamente abitato da popolazione indigena.